# Scherzo Furioso
Een Scherzo Furioso is een korte Nederlands-Belgische coproductie uit 1989 van regisseur en scenarioschrijver Marianna Dikker.
Zij kreeg in 1987 de Prix Genève Europe van de EBU voor het door haar geschreven synopsis A scherzo furioso. Deze synopsis van dit verhaal was eerder in het Frans en Engels vertaald en door de NOS ingezonden om mee te dingen naar de Prix-Genève-Europe die voor de eerste keer werd uitgedeeld. Later mocht Dikker de Lilian Gish Award in ontvangst nemen in Hollywood (Woman in Film Festival). Het verhaal gaat over hoe de jaren getrouwde Stephanie in het goedgehumeurde open huwelijk dat ze met Laurens heeft, hem weet te overtreffen waardoor hij beseft wat er stuk aan het gaan is of misschien al is. Zij bouwt op naar een "woedende grap, de titel van de film waardig" (NRC).
De korte film kreeg bij het uitkomen lovende kritieken in de dagbladen. Het NRC Handelsblad van 4 januari 1990 omschreef de film als 'De ontaarding van het open huwelijk'; Trouw van diezelfde datum als een 'Spirituele komedie'. De film was in 1991 op televisie te zien.
De film werd vertoond op festivals in New York, Montecatini, Berlijn, Tel Aviv, Los Angeles e.a.
Het vakblad Variety roemde naast de regie, de dialogen, het camerawerk, de montage en de muziek vooral de buitengewoon mooie acteursprestaties van Hans Dagelet en Will van Kralingen.
 een Scherzo Furioso kreeg jaren later een Amerikaanse remake met o.a. Liev Schreiber en Jeanne Tripplehorn onder de titel A perfect man.

## Personalia
Rolverdeling:
| Acteur             | Personage |
| ------------------ | --------- |
| Hans Dagelet       | Laurens   |
| Will van Kralingen | Stephanie |
| Joke Tjalsma       | Marieke   |
| Johan Ooms         | Guus      |

Aanvulling:
- Producent: NOS, BRT, Grace Films
- Scenario en regie: Marianna Dikker
- Camera: Wouter Suyderhoud
- Montage: Maurits Guépin
- Geluid: Lucas Boeke
- Muziek: Loek Dikker